# 身體
身體（英語：body）或肉体、躯体，是每個生物的實體。身体在复合词术语中，常简称体，如：植物体（plant body）、胞体（cell body）、人体（human body）。
身體是生物的外表，可表示該生物的健康程度，以致表示該生物是否死亡。

## 人體
人体主要組成部分有頭、頸、軀幹、雙臂及雙腿，另外包括呼吸、心血管、神經系統和其他內臟，每部分由細胞構成。

## 延伸阅读
[在维基数据编辑]
 《欽定古今圖書集成·明倫彙編·人事典·身體部》，出自陈梦雷《古今圖書集成》